# Charaxes
A Charaxes a rovarok (Insecta) osztályának lepkék (Lepidoptera) rendjébe, ezen belül a tarkalepkefélék (Nymphalidae) családjába és a Charaxinae alcsaládjába tartozó nem.

## Előfordulásuk
A Charaxes nevű lepkenem elsöprő többsége trópusi elterjedésű. Egyes fajok Ázsiában és Ausztráliában őshonosak, de a legtöbb Charaxes-faj Afrikában található meg. Egyetlen európai képviselője - mint nyári vendég - a tigrislepke (Charaxes jasius).

## Megjelenésük
A hernyó fejét négy tüske védi. A báb elülső vége ék alakú. Az imágók erőteljes, nagy lepkék. Felső szárnyuk elülső szegélye a bazális harmadban tüskés, az alsó szárnyon két farkszerű, hegyes kiszögelléssel.

## Rendszerezés
A nembe az alábbi 198 faj tartozik:
- Charaxes achaemenes C. & R. Felder, 1867
- Charaxes acraeoides Druce, 1908
- Charaxes acuminatus Druce, 1908
- Charaxes affinis Butler, [1866]
- Charaxes alpinus van Someren & Jackson, 1957
- Charaxes alticola Grünberg, 1911
- Charaxes amandae Rydon, 1989
- Charaxes ameliae Doumet, 1861
- Charaxes amycus C. & R. Felder, 1861
- Charaxes analava Ward, 1872
- Charaxes andara Ward, 1873
- Charaxes andranodorus Mabille, 1884
- Charaxes angelae Minig, 1975
- Charaxes ansorgei Rothschild, 1897
- Charaxes antamboulou Lucas, 1872
- Charaxes anticlea (Drury, 1782)
- Charaxes antiquus Joicey & Talbot, 1926
- Charaxes antonius Semper, 1878
- Charaxes aristogiton C. & R. Felder, [1867]
- Charaxes aubyni van Someren & Jackson, 1952
- Charaxes baileyi van Someren, 1958
- Charaxes balfourii Butler, 1881
- Charaxes barnsi Joicey & Talbot, 1927
- Charaxes baumanni Rogenhofer, 1891
- Charaxes berkeleyi Van Someren & Jackson, 1957
- Charaxes bernardii Minig, 1978
- Charaxes bernardus (Fabricius, 1793)
- Charaxes bernstorffi Rydon, 1982
- Charaxes bipunctatus Rothschild, 1894
- Charaxes blanda Rothschild, 1897
- Charaxes bocqueti Minig, 1975
- Charaxes bohemani C. & R. Felder, 1859
- Charaxes borneensis Butler, 1869
- Charaxes boueti Feisthamel, 1850
- Charaxes brainei van Son, 1966
- Charaxes brutus (Cramer, [1779])
- Charaxes bupalus Staudinger, 1889
- Charaxes cacuthis Hewitson, 1863
- Charaxes candiope (Godart, 1824)
- Charaxes carteri Butler, 1881
- Charaxes castor (Cramer, [1775])
- Charaxes catachrous van Someren & Jackson, 1952
- Charaxes cedreatis Hewitson, 1874
- Charaxes chanleri Holland, 1896
- Charaxes chepalunga van Someren, 1969
- Charaxes chevroti Collins & Larsen, 2005
- Charaxes chintechi van Someren, 1975
- Charaxes chunguensis White & Grant, 1986
- Charaxes cithaeron C. & R. Felder, 1859
- Charaxes congdoni Collins, 1989
- Charaxes contrarius van Someren, 1969
- Charaxes cowani Butler, 1878
- Charaxes cynthia Butler, 1866
- Charaxes defulvata Joicey & Talbot, 1926
- Charaxes dilutus Rothschild, 1898
- Charaxes distanti Honrath, [1885]
- Charaxes diversiforma van Someren & Jackson, 1957
- Charaxes doubledayi Aurivillius, 1899
- Charaxes dowsetti Henning, 1989
- Charaxes dreuxi Bouche & Minig, 1977
- Charaxes druceanus Butler, 1869
- Charaxes dubiosus Röber, 1936
- Charaxes durnfordi Distant, 1884
- Charaxes elwesi Joicey & Talbot, 1922
- Charaxes ephyra Godart, 1824
- Charaxes etesipe (Godart, 1824)
- Charaxes ethalion (Boisduval, 1847)
- Charaxes etheocles (Cramer, 1777)
- Charaxes eudoxus (Drury, 1782)
- Charaxes eupale (Drury, 1782)
- Charaxes eurialus (Cramer, [1775])
- Charaxes fervens Butler, 1896
- Charaxes figini van Someren, 1969
- Charaxes fionae Henning, 1977
- Charaxes fournierae Le Moult, 1930
- Charaxes fulgurata Aurivillius, 1899
- Charaxes fulvescens (Aurivillius, 1891)
- Charaxes fuscus Plantrou, 1967
- Charaxes galawadiwosi Plantrou & Rougeot, 1979
- Charaxes gallagheri van Son, 1962
- Charaxes galleyanus Darge & Minig, 1984
- Charaxes gerdae Rydon, 1989
- Charaxes grahamei van Someren, 1969
- Charaxes guderiana (Dewitz, 1879)
- Charaxes hadrianus Ward, 1871
- Charaxes hansali Felder, 1867
- Charaxes harmodius C. & R. Felder, [1867]
- Charaxes hildebrandti (Dewitz, 1879)
- Charaxes howarthi Minig, 1976
- Charaxes imperialis Butler, 1874
- Charaxes jahlusa (Trimen, 1862)
- tigrislepke (Charaxes jasius) (Linnaeus, 1767) - típusfaj
- Charaxes junius Oberthür, 1880
- Charaxes kahldeni Homeyer & Dewitz, 1882
- Charaxes kahruba (Moore, [1895])
- Charaxes karkloof van Someren & Jackson, 1957
- Charaxes kheili Staudinger, 1896
- Charaxes kirki Butler, 1881
- Charaxes lactetinctus Karsch, 1892
- Charaxes larseni Rydon, 1982
- Charaxes lasti Grose-Smith, 1889
- Charaxes latona Butler, [1866]
- Charaxes lecerfi Lathy, 1925
- Charaxes legeri Plantrou, 1978
- Charaxes lemosi Joicey & Talbot, 1927
- Charaxes loandae van Someren, 1969
- Charaxes lucretius (Cramer, [1775])
- Charaxes lucyae van Someren, 1975
- Charaxes lycurgus (Fabricius, 1793)
- Charaxes lydiae Holland, 1917
- Charaxes macclounii Butler, 1895
- Charaxes mafuga van Someren, 1969
- Charaxes manica Trimen, 1894
- Charaxes margaretae Rydon, 1980
- Charaxes marieps van Someren & Jackson, 1957
- Charaxes marki (a hímet Lane & Müller, [2006]; a nőstényt Turlin, [2015])
- Charaxes marmax Westwood, 1847
- Charaxes mars Staudinger, 1885
- Charaxes martini van Someren, 1966
- Charaxes matakall Darge, 1985
- Charaxes mccleeryi van Someren, 1972
- Charaxes mixtus Rothschild, 1894
- Charaxes monteiri Staudinger, 1885
- Charaxes montis Jackson, 1956
- Charaxes mtuiae Collins, Congdon & Bampton, 2017
- Charaxes murphyi Collins, 1989
- Charaxes musakensis Darge, 1973
- Charaxes musashi Tsukada, 1991
- Charaxes mycerina (Godart, 1824)
- Charaxes nandina Rothschild & Jordan, 1901
- Charaxes nicati Canu, 1991
- Charaxes nichetes Grose-Smith, 1883
- Charaxes nitebis (Hewitson, 1859)
- Charaxes nobilis Druce, 1873
- Charaxes northcotti Rothschild, 1899
- Charaxes numenes (Hewitson, 1859)
- Charaxes nyikensis van Someren, 1975
- Charaxes obudoensis van Someren, 1969
- Charaxes ocellatus Fruhstorfer, 1896
- Charaxes octavus Minig, 1972
- Charaxes odysseus Staudinger, 1892
- Charaxes opinatus Heron, 1909
- Charaxes orilus Butler, 1869
- Charaxes overlaeti Schouteden, 1934
- Charaxes paphianus Ward, 1871
- Charaxes paradoxa Lathy, 1925
- Charaxes pelias (Cramer, [1775])
- Charaxes pembanus Jordan, 1925
- Charaxes penricei Rothschild, 1900
- Charaxes petersi van Someren, 1969
- Charaxes phaeus Hewitson, 1877
- Charaxes phenix Turlin & Lequeux, 1993
- Charaxes phoebus Butler, 1866
- Charaxes phraortes Doubleday, 1847
- Charaxes plantroui Minig, 1975
- Charaxes plateni Staudinger, 1889
- Charaxes pleione (Godart, 1824)
- Charaxes pollux (Cramer, 1775)
- Charaxes pondoensis van Someren, 1967
- Charaxes porthos Grose-Smith, 1883
- Charaxes prettejohni Collins, 1990
- Charaxes protoclea Feisthamel, 1850
- Charaxes psaphon Westwood, 1847
- Charaxes pseudophaeus van Someren, 1975
- Charaxes pythodoris Hewitson, 1873
- Charaxes richelmanni Röber, 1936
- Charaxes saperanus  Poulton, 1926
- Charaxes schiltzei Bouyer, 1991
- Charaxes setan Detani, 1983
- Charaxes sidamo Plantrou & Rougeot, 1979
- Charaxes smaragdalis Butler, [1866]
- Charaxes solon (Fabricius, 1793)
- Charaxes subornatus Schultze, 1916
- Charaxes subrubidus van Someren, 1972
- Charaxes superbus Schultze, 1909
- Charaxes taverniersi Berger, 1975
- Charaxes tectonis Jordan, 1937
- Charaxes teissieri Darge & Minig, 1984
- Charaxes thomasius Staudinger, 1886
- Charaxes thysi Capronnier, 1889
- Charaxes tiridates (Cramer, 1777)
- Charaxes turlini Minig & Plantrou, 1978
- Charaxes usambarae van Someren & Jackson, 1952
- Charaxes vansoni van Someren, 1975
- Charaxes varanes (Cramer, 1764)
- Charaxes variata van Someren, 1969
- Charaxes velox Ogilvie-Grant, 1899
- Charaxes viola Butler, 1866
- Charaxes violetta Grose-Smith, 1885
- Charaxes viossati Canu, 1991
- Charaxes virescens Bouyer, 1991
- Charaxes virilis van Someren & Jackson, 1952
- Charaxes williami Henning, 2002
- Charaxes xiphares (Stoll, [1781])
- Charaxes zambeziensis Henning & Henning, 1994
- Charaxes zelica Butler, 1869
- Charaxes zingha (Stoll, 1780)
- Charaxes zoolina (Westwood, [1850])